# XA-7攻擊機
Fokker XA-7是美國陸軍航空兵團於1929年12月向福克公司訂購的原型攻擊機，並於1931年1月首飛，隨後通用航空公司在1930年收購福克美國公司後開始試飛，並參加了美國陸軍舉辦的測試。然而，柯蒂斯的A-8伯勞鳥攻擊機受到陸軍的青睞，A-7的開發因而停止。

## 發展
XA-7是一架雙座低翼全金屬單翼設計的飛機。它具有厚實的懸臂機翼、管式散熱器和開放式的駕駛艙。
儘管XA-7有一些創新的設計，但XA-7並未通過飛行測試。在測試後，唯一的原型機被報廢。

### 書目
- Wagner, Ray. American Combat Planes of the 20th Century, Third Enlarged Edition. New York: Doubleday, 1982. ISBN 978-0-930083-17-5.

## 外部連結
- General Aviation (Fokker) XA-7 （页面存档备份，存于）